# Арулмігу-Шрі-Раджакаліамман
Скляний храм Арулмігу-Шрі-Раджакаліамман (Arulmigu Sri Rajakaliamman Hindu Temple) — індуїстський храм, що розташований у місті Джохор-Бару на півдні Малайзії.

## Історія
Історія храму почалася в 1922 році, коли місцеві жителі звели навіс над молитовним місцем. До 1991 року храм нічим не відрізнявся від інших подібних споруд і був дуже скромним в інтер'єрах. Новий настоятель Шрі Сіннатамбі Сівас почав роботи по повній реконструкції будівлі і за 5 років храм був розширений і повністю відновлений. Під час подорожі в Бангкок, Шрі Сіннатамбі Сівасамі побачив, що вхід одного з храмів прикрашений шматочками скла, від яких відбиваються сонячні відблиски. Він подумав про те, що можна весь храм перетворити в сяючий палац. Ця ідея була реалізована в храмі Арулмігу Шрі Раджакаліамман з 2008 по 2009 роки. Різнокольоровими шматочками скла майже повністю були покриті внутрішні і зовнішні стіни, підлога і колони. Склом декоровано близько 90 % площі храму, тому його і стали називати скляним храмом. Кажуть, що на всю обробку пішло близько 500 тисяч шматочків скла. Всі роботи проводилися на пожертви прихожан. У 2010 році храм Арулмігу-Шрі-Раджакаліамман був внесений до Книги рекордів Малайзії як перший і єдиний скляний храм у світі.

## Сучасний стан
Храм дуже сучасний — тут є кондиціонери, лекційний зал і навіть вегетаріанське кафе. Всередині може поміститися близько 1500 відвідувачів.
Для віруючих храм відкритий з 7 ранку до 10 вечора, але для туристів — тільки протягом чотирьох годин у другій половині дня (13.00 — 17:00). Вхід безкоштовний.